# Championnat du monde des clubs féminin de volley-ball
Le Championnat du monde des clubs de volley-ball féminin est une compétition de clubs de volley-ball féminin créée par la Fédération internationale de volley-ball en 1991. Se déroulant tous les ans (mais ayant connu une interruption de 1995 à 2009), le championnat regroupe les meilleures équipes de chaque continent.

## Palmarès
| N°  | Édition | Ville hôte | Vainqueur              | Finaliste                | Troisième place            | Participants |
| --- | ------- | ---------- | ---------------------- | ------------------------ | -------------------------- | ------------ |
| 1re | 1991    | São Paulo  | Sadia São Paulo        | São Caetano EC           | Mladost Zagreb             | 8            |
| 2e  | 1992    | Jesi       | Olimpia Ravenne        | Minas Belo Horizonte     | Ouralotchka Iekaterinbourg | 8            |
| 3e  | 1994    | São Paulo  | Leites Nestlé Sorocaba | PLPF Materana            | BCN Guarujá                | 6            |
| 4e  | 2010    | Doha       | Fenerbahçe SK          | Osasco VC                | Volley Bergame             | 6            |
| 5e  | 2011    | Doha       | Rabita Bakou           | Vakıfbank SK             | Osasco VC                  | 6            |
| 6e  | 2012    | Doha       | Osasco VC              | Rabita Bakou             | Fenerbahçe SK              | 6            |
| 7e  | 2013    | Zurich     | Vakıfbank SK           | Rio de Janeiro VC        | Guangdong Evergrande       | 6            |
| 8e  | 2014    | Zurich     | Dinamo Kazan           | Osasco VC                | Sesi-SP                    | 6            |
| 9e  | 2015    | Zurich     | Eczacıbaşı SK          | Dinamo Krasnodar         | VBC Voléro Zurich          | 6            |
| 10e | 2016    | Pasay      | Eczacıbaşı SK          | Volleyball Casalmaggiore | Vakıfbank SK               | 8            |
| 11e | 2017    | Kobe       | Vakıfbank SK           | Rio de Janeiro VC        | VBC Voléro Zurich          | 8            |
| 12e | 2018    | Shaoxing   | Vakıfbank SK           | Minas Belo Horizonte     | Eczacıbaşı SK              | 8            |
| 13e | 2019    | Shaoxing   | Imoco Conegliano       | Eczacıbaşı SK            | Vakıfbank SK               | 8            |
| 14e | 2021    | Ankara     | Vakıfbank SK           | Imoco Conegliano         | Fenerbahçe SK              | 6            |
| 15e | 2022    | Antalya    | Imoco Conegliano       | Vakıfbank SK             | Eczacıbaşı SK              | 6            |
| 16e | 2023    | Hangzhou   | Eczacıbaşı SK          | Vakıfbank SK             | Tianjin Bohai Bank         | 6            |
| 17e | 2024    | Hangzhou   | Imoco Conegliano       | Tianjin Bohai Bank       | Pro Victoria Monza         | 8            |

## Bilan par clubs
| #  | Club                       | Vainqueur | Finaliste | Troisième | Victoires              |
| -- | -------------------------- | --------- | --------- | --------- | ---------------------- |
| 1  | Vakıfbank SK               | 4         | 3         | 2         | 2013, 2017, 2018, 2021 |
| 2  | Eczacıbaşı SK              | 3         | 1         | 2         | 2015, 2016, 2023       |
| 3  | Imoco Conegliano           | 3         | 1         | 0         | 2019, 2022, 2024       |
| 4  | Osasco VC                  | 1         | 2         | 2         | 2012                   |
| 5  | Rabita Bakou               | 1         | 1         | 0         | 2011                   |
| 6  | Fenerbahçe SK              | 1         | 0         | 3         | 2010                   |
| 7  | Sadia São Paulo            | 1         | 0         | 0         | 1991                   |
| 7  | Olimpia Ravenne            | 1         | 0         | 0         | 1992                   |
| 7  | Leite Nestlé Sorocaba      | 1         | 0         | 0         | 1994                   |
| 7  | Dinamo Kazan               | 1         | 0         | 0         | 2014                   |
| 11 | Tianjin Bohai Bank         | 0         | 1         | 1         |                        |
| 12 | Rio de Janeiro VC          | 0         | 2         | 0         |                        |
| 12 | Minas Belo Horizonte       | 0         | 2         | 0         |                        |
| 14 | São Caetano EC             | 0         | 1         | 0         |                        |
| 14 | PLPF Matera                | 0         | 1         | 0         |                        |
| 14 | Dinamo Krasnodar           | 0         | 1         | 0         |                        |
| 14 | Volleyball Casalmaggiore   | 0         | 1         | 0         |                        |
| 18 | VBC Voléro Zurich          | 0         | 0         | 2         |                        |
| 19 | Mladost Zagreb             | 0         | 0         | 1         |                        |
| 19 | Ouralotchka Iekaterinbourg | 0         | 0         | 1         |                        |
| 19 | Volley Bergame             | 0         | 0         | 1         |                        |
| 19 | Guangdong Evergrande       | 0         | 0         | 1         |                        |
| 19 | Sesi São Paulo             | 0         | 0         | 1         |                        |
| 19 | Pro Victoria Monza         | 0         | 0         | 1         |                        |

## Bilan par nations
| #     | Club        | Vainqueur | Finaliste | Troisième | Total |
| ----- | ----------- | --------- | --------- | --------- | ----- |
| 1     | Turquie     | 8         | 4         | 7         | 19    |
| 3     | Italie      | 4         | 3         | 2         | 9     |
| 2     | Brésil      | 3         | 7         | 3         | 13    |
| 4     | Russie      | 1         | 1         | 1         | 3     |
| 5     | Azerbaïdjan | 1         | 1         | 0         | 2     |
| 6     | Chine       | 0         | 1         | 1         | 2     |
| 7     | Suisse      | 0         | 0         | 2         | 2     |
| 8     | Yougoslavie | 0         | 0         | 1         | 1     |
| Total | Total       | 17        | 17        | 17        | 51    |

## Meilleures joueuses par tournoi
- 1991 –  Ida Álvares (Sadia Esporte Clube)
- 1992 –  Ana Flávia Sanglard (Minas TC)
- 1994 –  Ana Moser (Leite Moça Sorocaba)
- 2010 –  Katarzyna Skowrońska (Fenerbahçe SK)
- 2011 –  Nataša Osmokrović (Rabita Bakou)
- 2012 –  Sheilla Castro (Osasco VC)
- 2013 –  Jovana Brakočević (Vakıfbank SK)
- 2014 –  Iekaterina Gamova (Dinamo Kazan)
- 2015 –  Jordan Larson (Eczacıbaşı SK)
- 2016 –  Tijana Bošković (Eczacıbaşı SK)
- 2017 –  Zhu Ting (Vakıfbank SK)
- 2018 –  Zhu Ting (Vakıfbank SK)
- 2019 –  Paola Egonu (Imoco Conegliano)
- 2021 –  Isabelle Haak (Imoco Conegliano)
- 2022 –  Isabelle Haak (Imoco Conegliano)
- 2023 –  Tijana Bošković (Vakıfbank SK)
- 2024 –  Isabelle Haak (Imoco Conegliano)